# 程熹
程熹，宋朝政治人物。
程熹曾于1230年接替黄崖任华亭县知县一职，1233年由韩曾接任。